# 釣り、ときどき酒
『釣り、ときどき酒』（つり、ときどきさけ）は、2007年12月9日から2008年3月30日まで日本BS放送 (BS11) で放送されていた釣り番組である。放送時間は毎週日曜 18:30 - 18:55 （日本標準時）。MCはギャオス内藤。

## スタッフ
- ナレーター：犬飼智仁、夏目真紀子[2]、松下孝弘
- 企画：米川栄一
- 音効：北田辰喜
- EED：森口あや
- MA：中田壮広、井垣直子
- VE：森川数馬
- CAM：富山篤史
- 衣装協力：PARANOID
- 協力：株式会社キャスティング、株式会社ヤマリア、松本酒造株式会社、八丈興発株式会社
- デスク：杉野友希、東莉恵
- AD：金城武寛、小野喬
- ディレクター：藤橋誠、平井克治、杉浦標則
- 演出：鹿野裕晃
- プロデューサー：太田勝士、高木征太郎
- 制作：ブレインウォッシュ
- 制作著作：日本BS放送、ブレインウォッシュ